# Chondrorrhina distincta
Chondrorrhina distincta är en skalbaggsart som beskrevs av Neervoort Van de poll 1886. Chondrorrhina distincta ingår i släktet Chondrorrhina och familjen Cetoniidae. Inga underarter finns listade i Catalogue of Life.